# Battaglia di Blaauwberg
La battaglia di Blaauwberg, detta anche battaglia di Città del Capo, fu uno scontro combattuto presso Città del Capo venerdì 8 gennaio 1806. Dopo la vittoria inglese nello scontro, venne siglato il Trattato di Tree a Woodstock, presso Città del Capo. Esso stabilì ufficialmente il governo inglese nell'Africa meridionale che si ramificò tra XIX e XX secolo. La battaglia venne vista in Europa come un incidente nell'ambito delle guerre napoleoniche ma per le conseguenze che ebbe sulla storia del Sudafrica e dell'Africa in generale, è oggi considerato un punto focale della storia locale.

## Antefatto
All'epoca della battaglia, la Colonia del Capo apparteneva alla Repubblica Batava, stato vassallo del Primo impero francese. Dal momento che la rotta via mare che passava da città del Capo era importante per gli inglesi, questi decisero di conquistata per impedire che finisse sotto il controllo di altre potenze straniere come ad esempio la Francia. Venne inviata sul posto una flotta inglese nel luglio 1805 con l'intento di prevenire lo sbarco delle truppe che Napoleone aveva inviato a rinforzare la guarnigione di Città del Capo.
La colonia era governata dal tenente generale olandese Jan Willem Janssens, il quale era anche comandante in capo delle sue forze militari. Le forze presenti erano ad ogni modo in numero ridotto e male equipaggiate ed includevano diverse unità straniere provviste dal governo batavo, supportate dalla milizia locale.

## Lo scontro

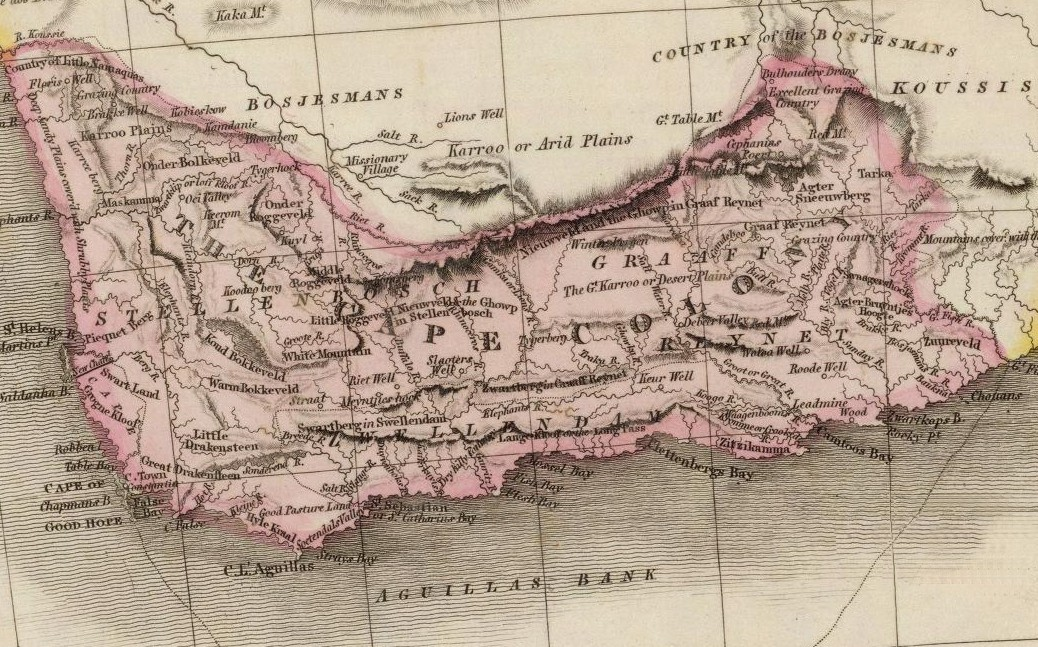
Mappa della Colonia del Capo nell'Africa meridionale nel 1809

La prima nave da guerra britannica raggiunse il Capo la sera di Natale del 1805, ed attaccò due navi rifornimenti al largo della Penisola del Capo. Janssens pose in allerta la sua guarnigione. Quando il grosso della flotta inglese salpò alla volta di Table Bay il 4 gennaio 1806, questi mobilitò la sua guarnigione, dichiarò la legge marziale e richiamò in servizio la milizia cittadina.
Dopo un giorno di ritardo a causa del mare mosso, due brigate di fanteria inglesi al comando del tenente generale sir David Baird, sbarcarono a Melkbosstrand, a nord di Città del Capo, il 6 e 7 gennaio.  Janssens mosse le sue forze per intercettarli. Questi decise che "la vittoria potrebbe considerarsi impossibile, ma l'onore della nostra patria ci chiama a combattere". La sua intenzione era di attaccare gli inglesi sulla spiaggia e quindi di ripiegare all'interno dove sperava nel frattempo nell'arrivo di ulteriori truppe francesi di supporto.
Ad ogni modo, la mattina dell'8 gennaio, mentre le colonne di Janssens stavano muovendosi lentamente attraverso il veld, le brigate di Baird iniziarono a marciare verso Città del Capo, e raggiunsero un sobborgo ai piedi del monte Blaauwberg (oggi "Blouberg"), ad alcuni chilometri dagli uomini di Janssens. Janssens si fermò e costituì una linea di difesa nel veld.
La battaglia iniziò all'alba con uno scambio di colpi d'artiglieria. Questa venne seguita dall'avanzata della cavalleria della milizia di Janssens e dai colpi dei moschetti di ambo le parti. Alcuni soldati di Janssens iniziarono ad abbandonare il campo di battaglia. Una carica alla baionetta degli inglesi caricò le unità di Janssens sul fianco destro e pertanto quest'ultimo venne costretto ad ordinare la ritirata.
Janssens iniziò la battaglia con 2049 uomini e ne perse 353 tra morti, feriti e disertori. Baird iniziò lo scontro con 5399 uomini ed ebbe 212 perdite.
Da Blaauwberg, Janssens si spostò all'interno verso una fattoria dell'area di Tygerberg, e da qui le sue truppe si spostarono a Elands Kloof, nella catena montuosa dell'Hottentots Holland, a circa 50 km da Città del Capo.
Le forze inglesi raggiunsero la periferia di Città del Capo il 9 gennaio. Per risparmiare la città ed i civili che l'abitavano dall'attacco, il comandante di Città del Capo, il tenente colonnello Hieronymus Casimir von Prophalow, espose la bandiera bianca. Questi consegnò le fortificazioni a Baird, siglando il negoziato di resa in quello stesso giorno.
Gli Articoli di Capitolazione vennero formalmente siglati il pomeriggio del 10 gennaio al cottage di Papendorp (oggi sobborgo di Woodstock) che divenne noto come "Treaty Cottage" ("cottage del trattato"). Sebbene il cottage oggi non esista più, la Treaty Street ne commemora l'evento sino ai giorni nostri, come pure la presenza di un albero sotto il quale venne sottoscritto l'accordo.

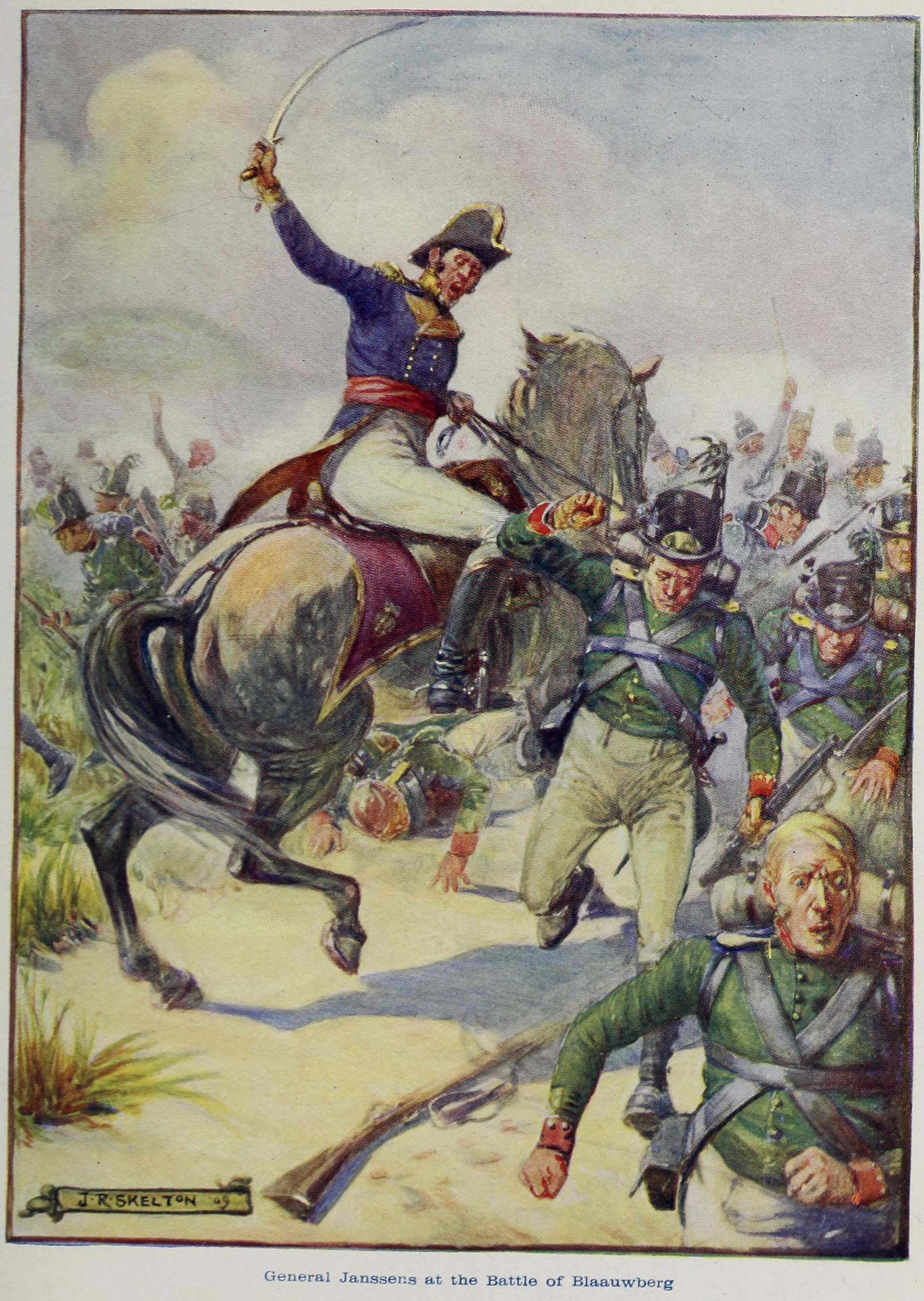
Il generale Janssens nella battaglia di Blaauwberg

Ad ogni modo, il governatore batavo della Colonia del Capo, il generale Janssens, ad ogni modo aveva deciso di non arrendersi e con le truppe che gli rimanevano seguì i suoi piani, nella speranza che le truppe francesi promessegli arrivassero a salvarlo. Disponeva solo di 1238 uomini con lui, ma 211 disertarono nei giorni successivi.
Janssens si nascose tra le montagne per una settimana. Baird inviò il generale di brigata William Beresford a negoziare con lui ed i due generali conferirono in una fattoria che apparteneva a Gerhard Croeser presso la catena dell'Hottentots Holland il 16 gennaio senza raggiungere ad ogni modo un accordo. Dopo ulteriori considerazioni e consultazioni con i suoi ufficiali più anziani ed i suoi consiglieri militari, Janssens decise infine "che l'amaro calice andasse bevuto sino in fondo". Si accordò per capitolare e siglò la resa il 18 gennaio.
È incerto dove la capitolazione venne siglata. Per diversi anni si disse a Goedeverwachting (dove si trova ancora oggi una copia del trattato in mostra), ma recenti ricerche hanno suggerito che la fattoria di Croeser si trovasse in realtà altrove, presso il distretto di Stellenbosch.
I termini della resa furono tutto sommato favorevoli ai batavi ed ai cittadini di Città del Capo. Janssens ed i suoi ufficiali con le loro truppe vennero inviati nei Paesi Bassi dal marzo di quell'anno.
Le truppe inglesi occuparono Città del Capo sino al 13 agosto 1814, quando i Paesi Bassi cedettero definitivamente la colonia al Regno Unito. L'area rimase allo status di colonia sino a quando non venne incorporata nell'Unione Sudafricana il 31 maggio 1910.

## Gli articoli di capitolazione
Questo è un sunto degli articoli firmati dal tenente colonnello Von Prophalow, dal maggiore generale Baird e dal comandante Popham il 10 gennaio 1806:
- Città del Capo, il castello locale e le fortificazioni circostanti dovranno essere consegnate alla Gran Bretagna;
- La guarnigione diverrà prigioniera di guerra, ma gli ufficiali che erano anche coloni e che sono sposati con coloni locali, potranno ottenere la libertà;
- Gli ufficiali che dovranno essere rimpatriati in Europa dovranno pagare il viaggio a bordo di trasporti inglesi a loro spese;
- Tutti i sudditi francesi nella colonia dovranno fare ritorno in Europa;
- Gli abitanti di Città del Capo che possiedono armi [miliziani] dovranno lasciarle e tornare alle loro occupazioni ordinarie;
- Tutte le proprietà private rimarranno libere e inalterate;
- Tutte le proprietà pubbliche saranno inventariate;
- I cittadini manterranno tutti i loro diritti e privilegi, inclusa la libertà di culto;
- La cartamoneta circolante rimarrà valida;
- Le proprietà del governo batavo saranno gestite dal governo inglese per assicurare il valore corrispettivo della cartamoneta in circolazione;
- I prigionieri di guerra che non vorranno passare al servizio degli inglesi volontariamente, verranno costretti con la forza;
- Le truppe non saranno acquartierate a spese dei cittadini di Città del Capo;
- Le due navi affondate nella Table Bay saranno ricostruite da quanti le hanno affondate.

Gli articoli di capitolazione siglati dal tenente generale Janssens e dal generale di brigata Beresford il 18 gennaio 1806 e ratificati dal maggiore generale Baird il 19 gennaio prevedevano:
- La colonia e le sue dipendenze si arrenderanno alla Gran Bretagna;
- Le truppe batave si sposteranno a Simon's Town, con i loro cannoni, armi e bagagli e con tutti gli onori militari - gli ufficiali potranno tenere le loro spade e i loro cavalli, ma tutte le altre armi, i tesori, le proprietà pubbliche e i cavalli pubblici diverranno di proprietà degli inglesi;
- Le truppe batave non saranno considerate prigioniere;
- Le truppe ottentotte di Janssens dovranno marciare verso Simon's Town, da dove potranno poi tornare a casa o aderire alle forze inglesi;
- Il comandante in capo inglese [Baird] deciderà la posizione di quei batavi che erano già prigionieri di guerra in precedenza;
- Il governo inglese sosterrà a proprie spese le truppe batave sino al loro imbarco verso la patria;
- Le truppe batave saranno portate al primo porto della Repubblica Batava disponibile;
- I malati che non potranno essere trasportati rimarranno a Città del Capo a spese degli inglesi, per poi essere rinviati in Olanda dopo la loro convalescenza;
- I diritti ed i privilegi concessi ai cittadini di Città del Capo rimarranno tali anche nel resto della colonia, ad eccezione del fatto che gli inglesi potranno trarre truppe dai residenti;
- Una volta imbarcate, le truppe batave saranno trattate come truppe inglesi a bordo;
- Janssens potrà mandare un messaggio in Olanda ed il comandante inglese lo assisterà nell'invio della missiva;
- La decisione se continuare il piano agricolo inaugurato in loco dal barone van Hogendorp sarà lasciata al governo britannico;
- Ciascun fatto escluso dal presente trattato sarà gestito in maniera onorevole senza preferenze per nessuna delle due parti.